# Управління фінансами
Управління фінансами - цілеспрямоване формування процесу перерозподілу фінансових ресурсів між різними суб'єктами фінансової системи і всередині них , діяльність по залученню та ефективності використання фінансових ресурсів.
Управління фінансами з точки зору загальної теорії управління включає основні складові: об'єкти управління, суб'єкти управління, форми і методи управлінської діяльності.

## Об'єкти управління
Як об'єкти управління фінансами виступають різні види фінансових відносин, які можуть виникати на різних рівнях фінансової системи:
- Державні фінанси
- Муніципальні фінанси
- Фінанси господарюючих суб'єктів
- Фінанси домогосподарства

## Суб'єкти управління
Суб'єктами управління виступають держава в особі законодавчих і виконавчих органів, у т.ч. фінансових, а також фінансові служби підприємств, організацій і установ. 
В Україні такими структурами є: фінансові служби підприємств; фінансові, страхові та податкові органи.
Сукупність усіх організаційних структур, які здійснюють управління фінансами, має назву «фінансовий апарат».
Суб’єкти управління використовують в кожній сфері та в кожній ланці фінансових відносин специфічні методи цілеспрямованого впливу на фінанси. Разом з тим їм властиві і єдині засоби та способи управління. В управлінні фінансами визначають декілька функціональних елементів:
- планування,
- оперативне управління,
- контроль.

## Методи управління
Всю сукупність методів управління фінансами можна розділити на дві групи: адміністративні і непрямі (економічні).

## Див. Також
- Податкова система\
- Державні фінанси
- Фінансові послуги
- Фінанси